# ルアン・ボタ
ルアン・ボタ（Ruan Botha、1992年1月10日 - ）は、南アフリカ共和国・ハウテン州出身で、ジャパンラグビーリーグワンクボタスピアーズ船橋・東京ベイに所属するラグビーユニオン選手。

## プロフィール
- ポジションはロック(LO)。
- 身長 205 cm、体重 120 kg
- ニックネームはルー。

## 略歴
ジュグランド高校、ゴールデン・ライオンズ、ライオンズ、ウェスタン・プロヴィンス、ストーマーズ、シャークス を経て、2018年、クボタスピアーズ(現・クボタスピアーズ船橋・東京ベイ)に加入。同年8月31日に行われたジャパンラグビートップリーグ第1節のパナソニック ワイルドナイツ戦にて先発出場で日本での公式戦初出場を果たす。
2019年、ロンドン・アイリッシュに加入。

## 受賞歴
- 2020-21トップリーグベスト15